# Batalla de Torroella
La batalla de Torroella, también conocida como batalla del río Ter, fue una batalla en la guerra de los Nueve Años, que se libró el 27 de mayo de 1694 en las orillas y vados del río Ter, cerca del Puente Mayor en la vecindad de la ciudad de Gerona (España).

## Preludio
En el año 1694 el rey francés decidió concentrar sus esfuerzos en Cataluña y puso al ejército de Nicolas Catinat en Piedmont en situación de defensa, reservando más tropas para el frente español.
El Virrey de Cataluña, Juan Manuel Fernández Pacheco, marqués de Villena y duque de Escalona, que también era Capitán General del ejército, había desplegado a lo largo de las orillas del río prácticamente todas las tropas que pudo reunir para oponerse al fuerte cuerpo expedicionario francés, dirigido por el mariscal duque de Noailles, el cual pretendía tomar Gerona. 
Los dos ejércitos eran aproximadamente de la misma fuerza (20.000 de infantería y 4-5.000 de caballería). Los regimientos franceses se componían principalmente de tropas veteranas, mientras que las fuerzas españolas tenían un gran número de reclutas y unidades recién formadas y casi nada fogueadas. Asimismo, la artillería francesa era superior en número de piezas y pólvora, y contaba con oficiales y auxiliares expertos.

## La batalla
El ejército español estaba dividido en tres cuerpos para proteger los vados de Verges, Ullà y Torroella. Según la parte española: "todo nuestro ejército se componía de 11.900 efectivos de infantería y 4.000 de caballería, que todos incluidos forman el número de 16.300".
Los días previos, el enemigo intentó sin éxito vadear el río en Verges, y se trasladó a Ullà y Torroella de Montgrí. El 27 de mayo, una densa niebla cayó sobre las orillas del río y aprovechando esto, 2.000 dragones y caballeros franceses, seguidos por gran número de granaderos de infantería, pasaron inadvertidamente el río en Torroella de Montgrí y cargaron contra parte de la infantería española que se encontraba allí, sin estar atrincherada, después de sufrir un bombardeo por parte de la artillería francesa desde el otro lado del río.
Después de las primeras bajas de sus mosquetes, los españoles no pudieron oponerse a sus enemigos cada vez más próximos. Comenzaron a huir del campo de batalla poniendo en desorden al resto del ejército; muchos resultaron muertos, sin ser capaces de enfrentarse con efectividad a los franceses, mientras las tropas restantes de caballería se retiraban dejando a la infantería sin protección. Con el anuncio de su derrota y porque un gran número de tropas francesas habían alcanzado el río y estaban ya posicionadas y preparadas para la batalla, todo el ejército español cayó en confusión y la caballería huyó junto con la retaguardia hasta alcanzar Gerona. 
Los franceses hicieron un avance general contra los españoles, casi sin oposición, matando a muchos soldados y capturando botín, piezas de artillería y un gran número de estandartes.

## Secuelas
Según la versión oficial, los españoles tuvieron 2.931 bajas de infantería y 324 de caballería, entre muertos, heridos y desertores. Según las fuentes francesas, las pérdidas españolas superaban los 9.000 hombres incluyendo 2.000 prisioneros, mientras que sus propias bajas ascendían a unas 500.
En esta situación, el virrey no tuvo otra opción que enviar algunas tropas a Gerona y marchar con la mayor parte del ejército hacia Barcelona, donde permaneció todo el mes de junio. Mientras tanto, los franceses saquearon alrededor de 10 pueblos en los alrededores del río Ter.
El 30 de mayo, tres días después de la derrota española en el río Ter, Noailles empezó el asedio por tierra y mar de la fortaleza de Palamós, que se rindió a los franceses el 10 de junio. La ciudad de Gerona fue tomada el 29 de junio. 
Barcelona se salvó por el ministro de guerra francés, que redujo el sueldo del Mariscal de Noailles e inmovilizó su ejército. Otro factor fue la aproximación de una flota inglesa al mando de Edward Russell, lo que llevó a la flota francesa bajo Tourville a retirarse a Tolón.
- Datos: Q2701128
- Multimedia: Battle of Torroella / Q2701128